# Glacis (Geomorphologie)
In der Geomorphologie ist ein Glacis [ɡlaˈsiːs] eine flach geneigte Ebene, die vielen Gebirgsrändern vorgelagert ist.
Es ist der schotterbedeckte Teil der Gebirgsfußfläche und besteht vorwiegend aus groben Lockersedimenten, die mit zunehmender Entfernung vom Gebirgsrand immer feiner werden. Wenn das Glacis durch Flüsse eingeschnitten (fluviatile Erosion) und/oder durch tektonische Prozesse gehoben wird, wird von Glacisterrassen oder Glacistreppen gesprochen.
Das Glacis geht in Richtung der Gebirge in eine nicht von Lockersedimenten bedeckte Gebirgsfußfläche über. Dieser Teil wird Pediment genannt. Glacis und Pediment treten besonders häufig in trockenen Klimaten (arid und semiarid) auf.